# 5 Steps to Danger
5 Steps to Danger (A Cinco Passos da Morte (título em Portugal) ) é um filme de espionagem da Guerra Fria dirigido por Henry S. Kesler. Lançado em 1957, foi protagonizado por Ruth Roman e Sterling Hayden, com o elenco que também incluía Werner Klemperer, Richard Gaines, Charles Davis, Ken Curtis e Jeanne Cooper. Foi baseado no romance The Steel Mirror, de Donald Hamilton.